# Xã Arcadia, Quận Valley, Nebraska
Xã Arcadia (tiếng Anh: Arcadia Township) là một xã thuộc quận Valley, tiểu bang Nebraska, Hoa Kỳ. Năm 2010, dân số của xã này là 397 người.